# Flavigny, Marne
Flavigny är en kommun i departementet Marne i regionen Grand Est (tidigare regionen Champagne-Ardenne) i nordöstra Frankrike. Kommunen ligger i kantonen Avize som tillhör arrondissementet Épernay. År 2022 hade Flavigny 177 invånare.

## Befolkningsutveckling
Antalet invånare i kommunen Flavigny
| Referens: INSEE |